# 오천초등학교 (전북)
오천초등학교는 대한민국 전북특별자치도 진안군에 있는 공립 초등학교이다.

## 학교 연혁
- 1950. 7. 15. 오천국민학교 개교
- 1962. 5. 23. 오천국민학교 가막분교 설립
- 1982. 10. 21. 진안동국민학교로 교명 변경
- 1984. 3. 1. 진안동국민학교 병설유치원 개원
- 1985. 12. 3. 전관 1.5개 교실 개축 준공
- 1997. 3. 1. 진안동초등학교로 개명
- 1998. 2. 28. 진안동초등학교 가막분교 통폐합
- 1999. 3. 1. 오천초등학교로 개명
- 2013. 3. 1. 도지정 생활지도(인성지도) 연구학교 운영
- 2014. 3. 1. 6학급 편성(남: 22명, 여: 26명, 계 48명, 교직원:13명)
- 2014. 9. 1. 제25대 최영자 교장선생님 부임

## 참고 자료
- 오천초등학교 - 한국교육학술정보원 학교알리미